# Вуазенон, Клод Анри де Фюзе де
Клод Анри де Фюзе де Вуазенон известный как аббат Вуазенон (фр. Claude-Henri de Fusée de Voisenon; 8 июля 1708 — 22 ноября 1775, там же) — французский аристократ, церковный деятель, драматург, прозаик, поэт и либреттист

, член Французской академии (кресло № 13 с 1762 по 1775).

## Биография
Сын графа. Родился в родовом замке в Вуазенон (Сена и Марна) близ Мелёна. С детства пристрастился к чтению. В 10-летнем возрасте обратился письмом в стихах к Вольтеру, с просьбой навестить его. После этого, они поддерживали постоянные дружеские отношения в течение пятидесяти лет.
Был секретарём своего родственника, епископа Булонского.

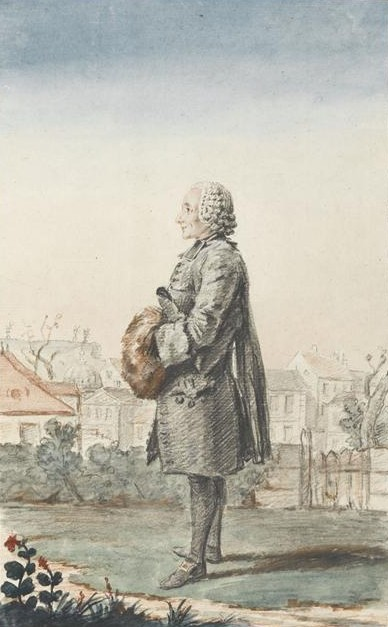
Клод Анри де Фюзе де Вуазенон. Работа худ. Кармонтеля

В 1728 году Вуазенон дебютировал как драматург, писал стихи, комедии, оперные либретто, был популярной фигурой в салонах, чему не мешал его сан аббата. Ему покровительствовали Первый министр Франции Мопу, маркиза де Помпадур и мадам Дю Барри, в честь которых он писал стихи, состоял в близких отношениях с актрисой Жюстин Фавар. Её муж драматург Шарль-Симон Фавар, закрывал глаза на эти отношения, готовый всегда получить у аббата дельный совет. Значительная доля успеха в операх Фаварта принадлежала ему. Был тесно связан с мадам Эмили дю Шатле, любовницей Вольтера, прозаиком Келюсом.
В 1762 году стал членом Французской академии (кресло № 13).
Член литературного общества «Погребок».

## Творчество
В истории литературы за Вуазеноном прочно сохранилось место автора эротических литературных сказок и новелл («Quelque saventures des bals des bois», 1745), коротких исторических записок и анекдотов об известных людях («Fragments historiques»), мастера короткой сатирической повести, в меру игривой, непристойной и полной намёков на события жизни эпохи («LesexercicesdedévotiondeM. Henri Rochavec Mmedeladuchessede Condor, parfeul’abbé de Voise non dejoyeusemémoireetdesonvivantmembrede l’Académiefrançaise; Tantmieuxpourelle; Histoiredela Félicité; Journéede l’amourou Heuresde Cythère»). Наибольшей (и скандальной) славой пользовались его повести «Султан Мизапуф и принцесса Гриземина» («Le Sultan Misapouf», 1746) и «Зюльми и Зельмаида» («Zulmiset Zelmaïde», 1745), эксплуатирующие модный в то время псевдовосточный сказочный сюжет и «История Блаженства», которая больше тяготеет к жанру философской повести.

## Избранные произведения
Романы и сказки
- 1745: Zulmis et Zelmaïde, conte licencieux
- 1745: Turlubleu, histoire grecque tirée du manuscrit gris-de-lin, trouvé dans les cendres de Troye
- 1746: Le Sultan Misapouf et la princesse Grisemine, novel, London, 2 vol. in-12
- 1747: Les Fêtes roulantes et les Regrets des petites rues
- 1751: Histoire de la Félicité
- 1760: Tant mieux pour elle, conte plaisant
- 1767: Romans et Contes, 2 т. — изд. 1775, 1798, 1818
- 1885: Contes légers suivis des Anecdotes littéra

Драматургия
- 1738: L'Heureuse Ressemblance, комедия в стихах в 1 акте
- 1739: L'École du monde, комедия в стихах в 3 актах
- 1739: Le Retour de l'ombre de Molière, комедия в стихах в 1 акте
- 1744: Les Mariages assortis, комедия в стихах в 3 актах
- 1746: La Coquette fixée, комедия в стихах в 3 актах
- 1749: La Fausse Prévention, комедия в стихах в 3 актах
- 1750: Le Réveil de Thalie, комедия
- 1753: Titon et l'Aurore, героическая пастораль (музыка Жана-Жозефа де Мондонвиля)
- 1756: Les Magots
- 1757: La Petite Iphigénie
- 1758: L'Amour et Psyché, героический балет
- 1759: La parodie au Parnasse, 1-актная комедийная опера
- 1762: La Jeune Grecque, комедия в стихах в 3 актах
- 1763: Hilas et Zélie, пастораль
- 1765: La Fée Urgèle ou Ce qui plaît aux dames
- 1770: L'Amant déguisé, ou le Jardinier supposé, 1-актная комедийная опера (музыка Франсуа-Андре Филидора)
- 1770: L'Amitié à l'épreuve, комедия в стихах в 2 актах (музыка Андре Гретри)
- 1776: Fleur d'Épine, 2-актная комедийная опера (музыка Мари-Эмманюэль Байон)